# タドラルト・アカクス
タドラルト・アカクス(تدرارت عكاكس)は、サハラの一部にあたるリビア西部の砂漠地帯。アルジェリア国境に近く、ガット (Ghat) の町にも近い。「タドラルト」は現地の言葉で「山」を意味する。この地域の特色は先史時代の岩絵が多数現存していることであり、「タドラルト・アカクスの岩絵遺跡群」の名でユネスコの世界遺産にも登録されている。
アカクスの景観は砂丘、アーチ状岩石、峡谷、山と変化に富んでいる。主要なランドマークはAfzejareのアーチとTin Khlegaのアーチである。この一帯はサハラの中でも最も不毛な地域のひとつだが、植生が見られないわけではない。

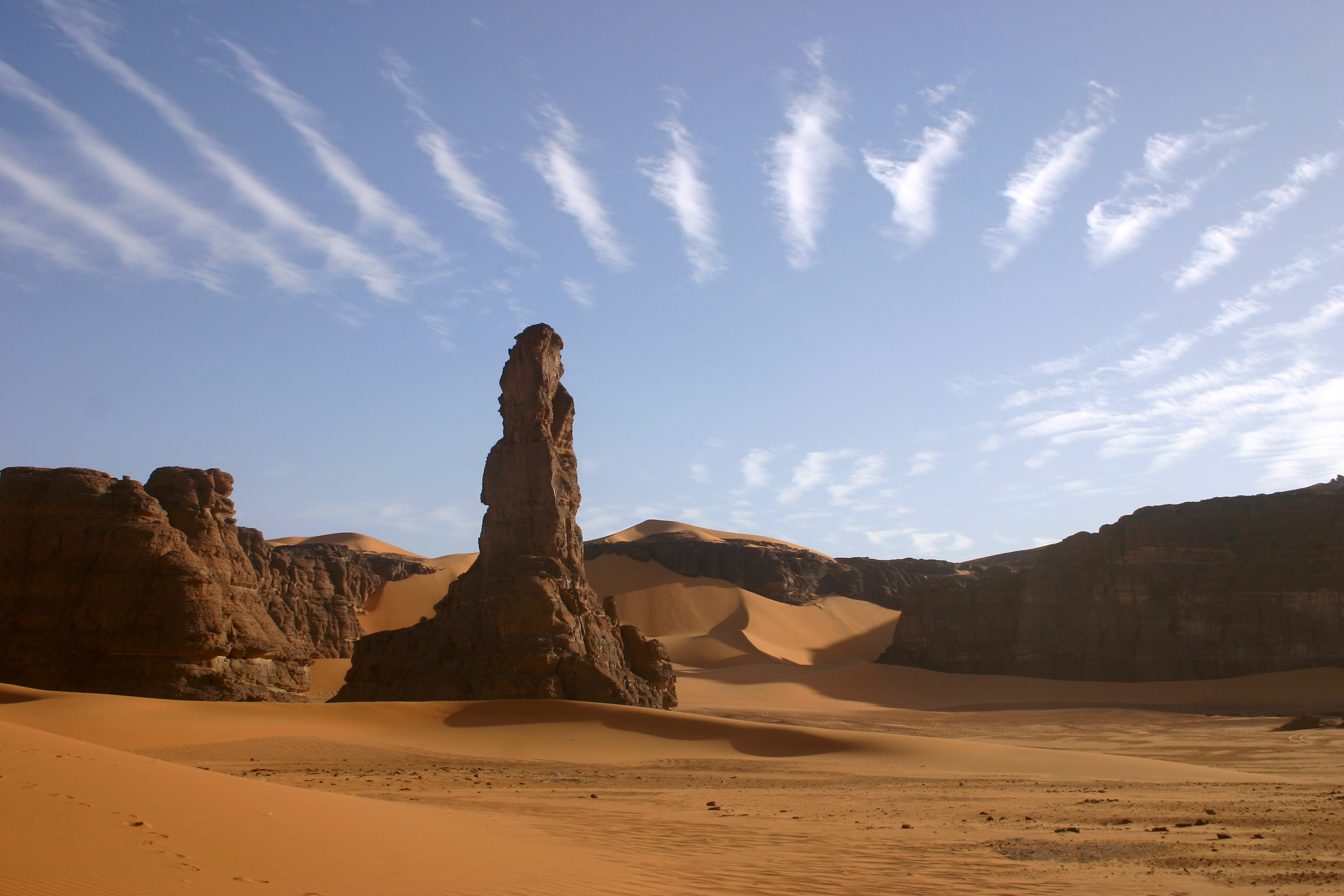
アカクスの景観

## 世界遺産
この地域の岩絵（彩色画・線刻画）の重要性が評価され、世界遺産に登録されている。紀元前12000年頃から西暦100年頃に至るまでに描かれた岩絵は、この地域の文化的・自然的変化を反映している。岩絵には、ゾウ、キリン、ラクダなどや馬に乗った人が描かれ、タッシリ・ナジェールの岩絵と同じく、かつてこの地が緑の大地であったことを教えてくれる。岩絵には、音楽や舞踊といった日常の様々な生活風景も描かれている。

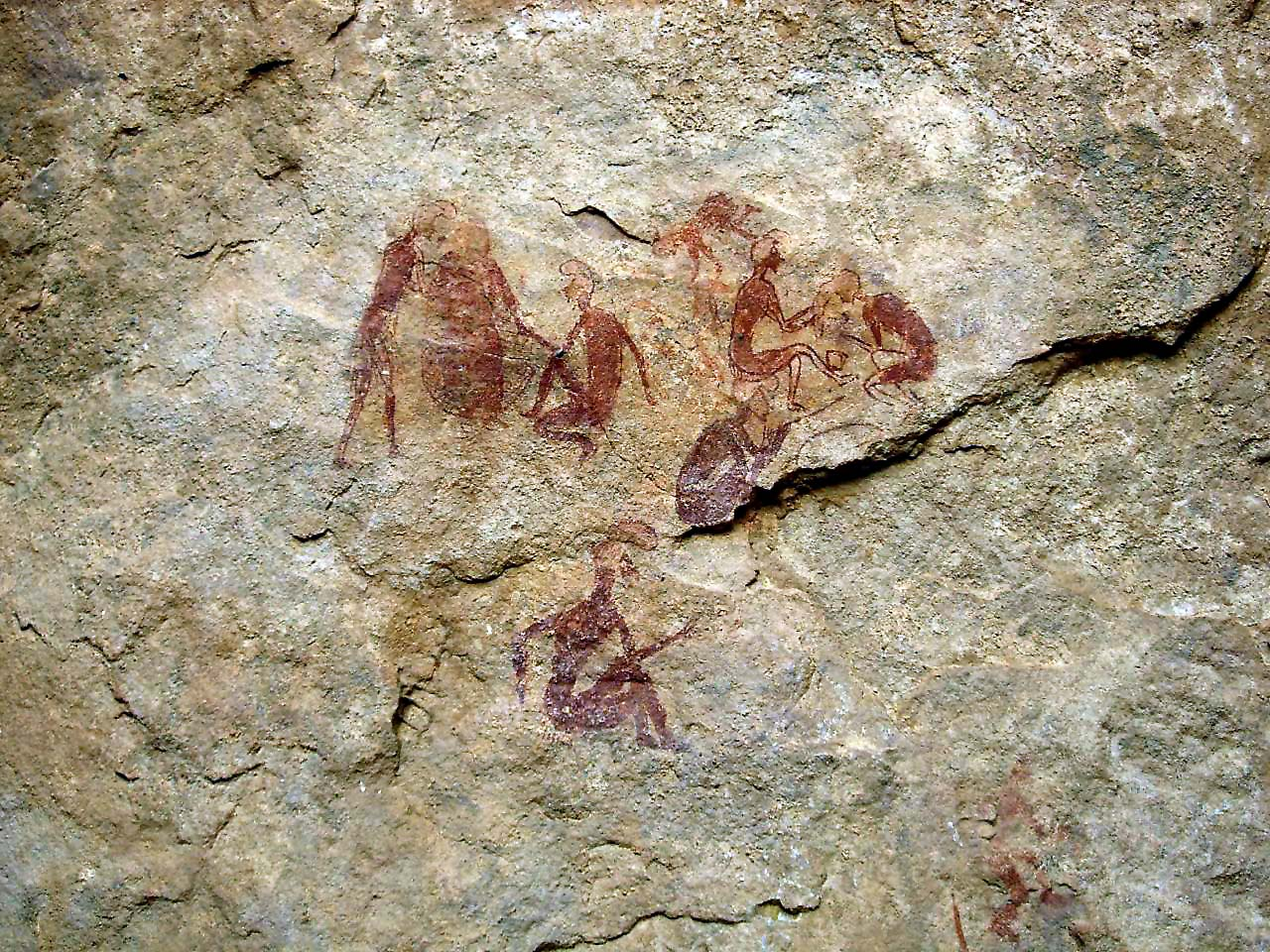
人々を描いた岩絵

### 登録基準
この世界遺産は世界遺産登録基準のうち、以下の条件を満たし、登録された（以下の基準は世界遺産センター公表の登録基準からの翻訳、引用である）。
- (3) 現存するまたは消滅した文化的伝統または文明の、唯一のまたは少なくとも稀な証拠。

### 危機遺産
2016年の第40回世界遺産委員会では、リビア国内の衝突による損壊および今後引き起こされるさらなる損壊への懸念から、本物件を含め、その時点で登録されているリビアの世界遺産5件全てが危機にさらされている世界遺産（危機遺産）リストに登録された。